# Полянки (городской округ Саранск)
 Полянки  — деревня в Мордовии в составе России. 
Входит в городской округ Саранск.  Административно относится к Зыковскому сельсовету, подчинённому администрации Октябрьского района Саранска.

## География
Находится на расстоянии примерно 10 километров по прямой к юг-юго-западу от города Саранск.

## История
Деревня возникла после 1764 года, в 1869 году в ней учтено было 64 двора. Название связано с фамилией владельца в XIX веке — Петра Полянского (саратовский подьячий). В деревне находится ж/д станция Новые Полянки. 
В 1978 году была построена улица ст. Новые Полянки,на котрой располагается один многоквартирный двухэтажный дом для работников железной дороги,и один трёхквартирный дом..

## Население
| 2002 | 2010 |
| ---- | ---- |
| 493  | ↘457 |

Постоянное население составляло 493 человека (русские 93 %) в 2002 году, 457 в 2010 году.